# Podallea arabica
Podallea arabica is een insect uit de familie van de Berothidae, die tot de orde netvleugeligen (Neuroptera) behoort. 
Podallea arabica is voor het eerst wetenschappelijk beschreven door U. Aspöck & H. Aspöck in 1981.